# Казармы Гренадерского полка
Казармы Гренадерского полка — памятники архитектуры. Расположены в Санкт-Петербурге, современный адрес дома — набережная реки Карповки, 2, Казарменный переулок, 1, Петроградская набережная, 44, улица Чапаева, 24-30.
Были построены с использованием «образцового» проекта для казарм (в те же десятилетия возводились строения для Семёновского, Преображенского, Измайловского и прочих полков) Ф. И. Волкова. Сам он умер в 1803 году, и работы возглавил его помощник Л. Руска.
Данный комплекс казарм изначально назывался «Петровскими казармами», и его строительство началось в 1805 году. До 2020-х годов из всех зданий комплекса сохранились: солдатский корпус (набережная Карповки, 2 / улица Чапаева, 30), офицерский корпус (Петроградская набережная, 44), конюшни (Казарменный переулок, 3), полковая школа (улица Чапаева, 24, бывшая школа кантонистов, на 2020-е годы дом ночного пребывания), манеж (улица Чапаева, 30Б, построен в 1898 году), кузница (улица Чапаева, 26В) и помещение хозяйственной роты (улица Чапаева, 28 / улица Рентгена, 23х).
Хотя здания позднее переделывались, они сохранили портики дорического ордера, пилястры, карнизы с модульонами и прочие типичные детали изначального оформления.
У солдатских корпусов со стороны двора сохранились галереи вдоль фасада; само здание имеет форму сильно растянутой буквы П. В 1886 году три солдатских корпуса объединили в одно здание. В 2019 году переходную территорию вдоль них облагородили, создав общественное пространство «Река Карповка». При казармах ранее была домовая полковая церковь священномученика Артемона и пеподобного Максима Проповедника, после упразднения её иконы были переданы в Преображенский храм. Также рядом со зданием была часовня св. Александра Невского. С 1945 года здание занимает Научно-исследовательский институт (кораблестроения и вооружения ВМФ) ВУНЦ ВМФ «Военно-морская академия».
Офицерский корпус — прямоугольный в плане, со двором, протяжённый, фасад декорирован портиками из дорических колонн. В 1934—1939 годах при реконструкции над зданием надстроили четвёртый этаж. Здание с 1965 года занимает ПСПбГМУ им. И. П. Павлова. С 1889 года по 1906 год в доме жил А. Блок.
В проект входили здание мастерских и здание госпиталя. Было построено одно из них, Чапаева, 28; в некоторых источниках оно, а не конюшни, указывается в списке сохранившихся зданий, и названо зданием госпиталя; в документе о постановке на государственную охрану оно также известно как госпиталь), однако согласно планам на этом месте и с этим обликом было возведено здание мастерских. Известно, что здание хозяйственной роты перестраивалось в 1866—1867 годах (одноэтажные боковые крылья, в которых размещались плотницкая и столярная мастерские, были надстроены до двух этажей, их торцы получили декор в «кирпичном стиле»), теоретически, тогда оно могло быть всё же приспособлено под полковую больницу. В мастерских на 2020-е годы находится бизнес-центр, ранее здание относилось к территории радиоцентра № 7, в 2015 году обсуждались планы застройки участка во дворе мастерских, в 2018 году проект отменили. По этому же проекту здание конюшен могло быть приспособлено под гостиницу.

## Галерея

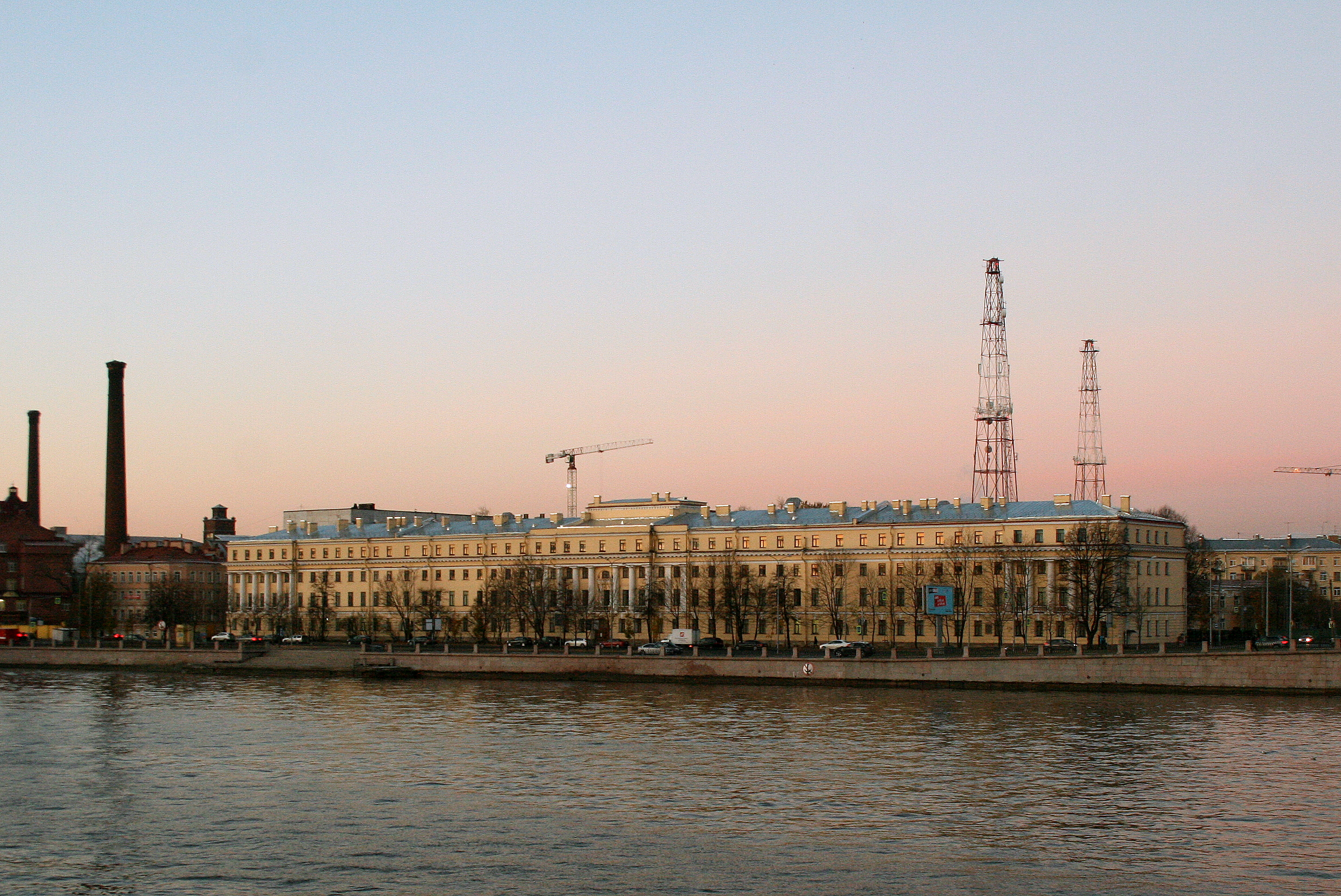
Бывший офицерский корпус
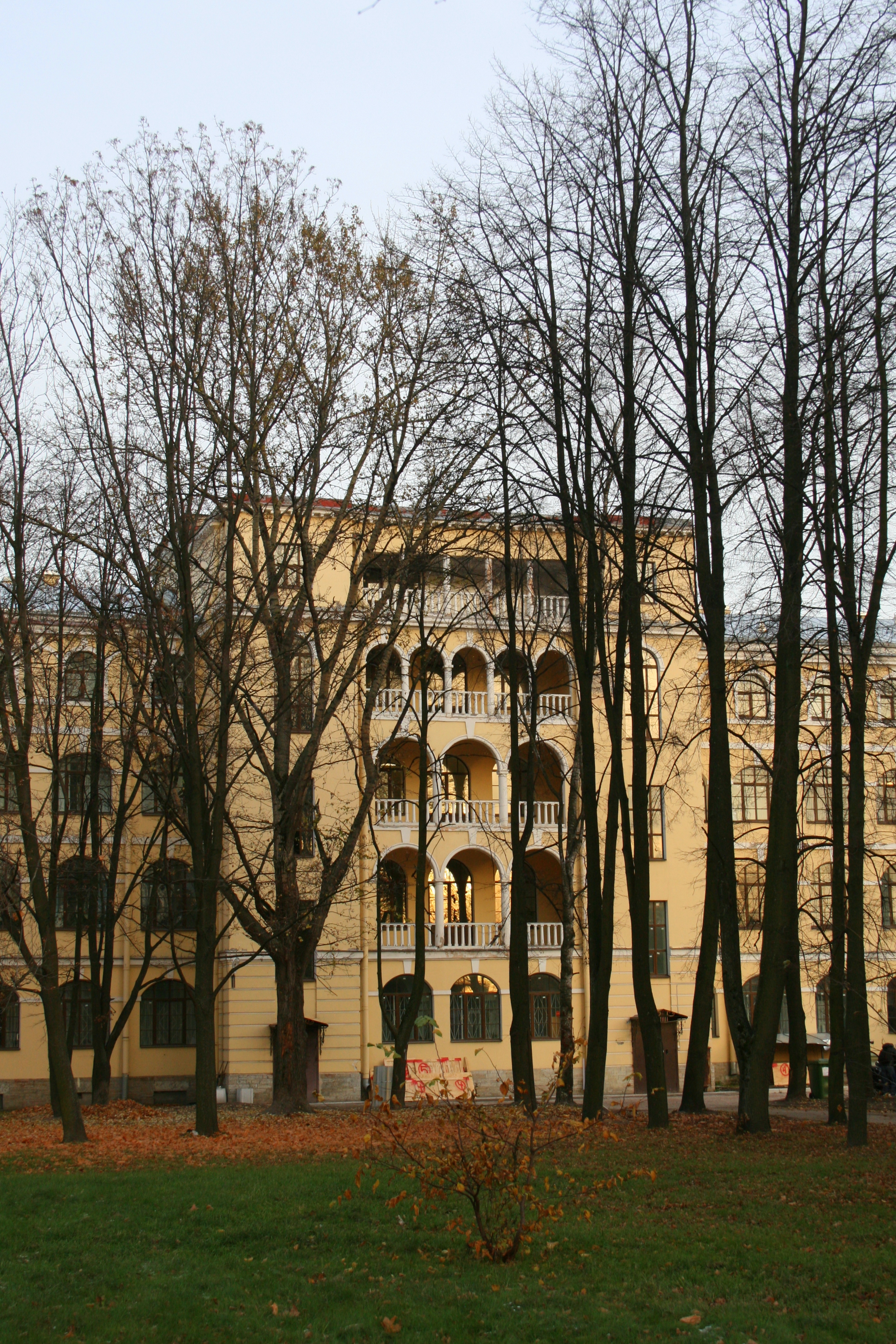
Аркады офицерского корпуса
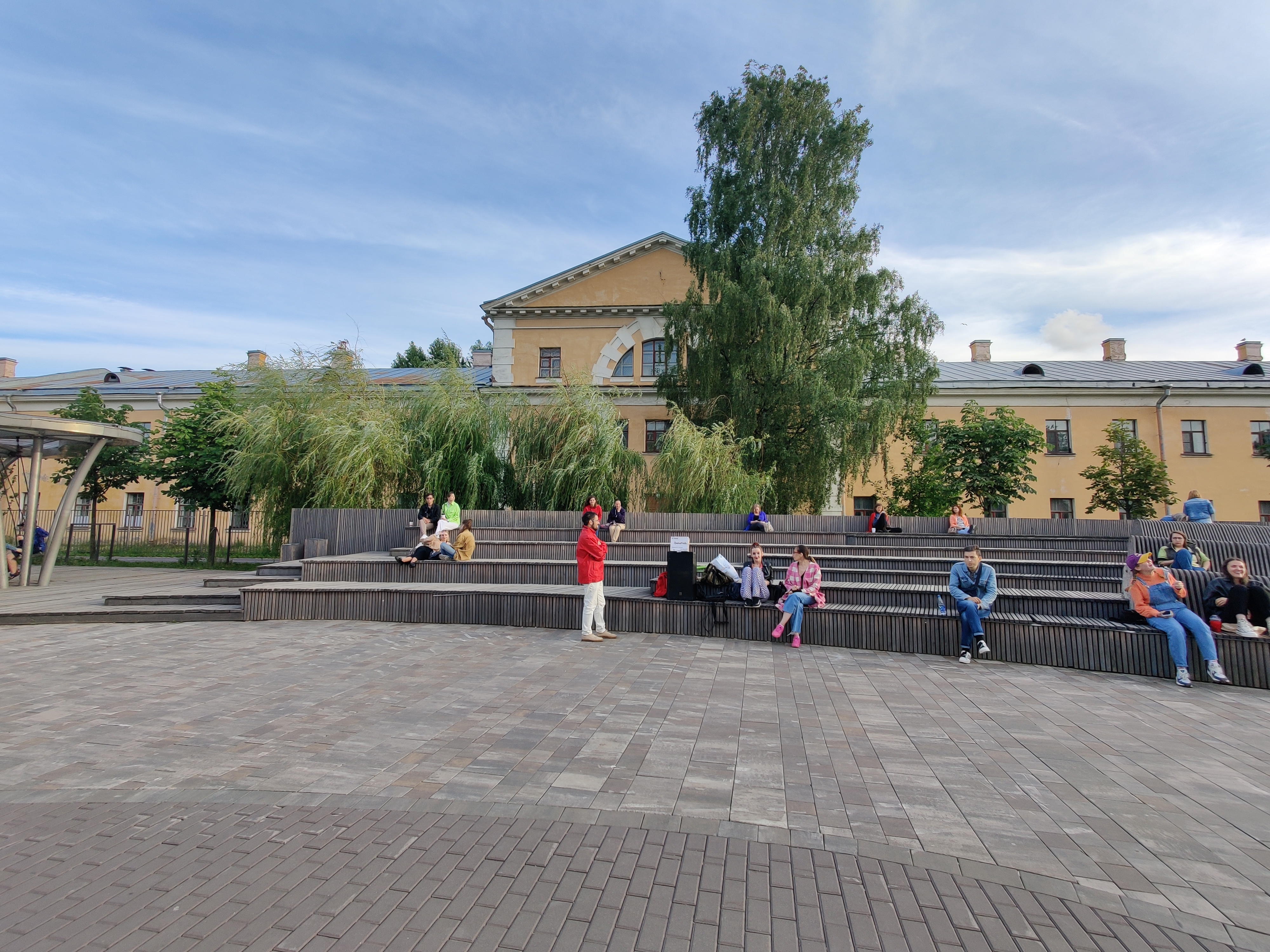
Один из портиков солдатского корпуса и облагороженная территория вокруг него
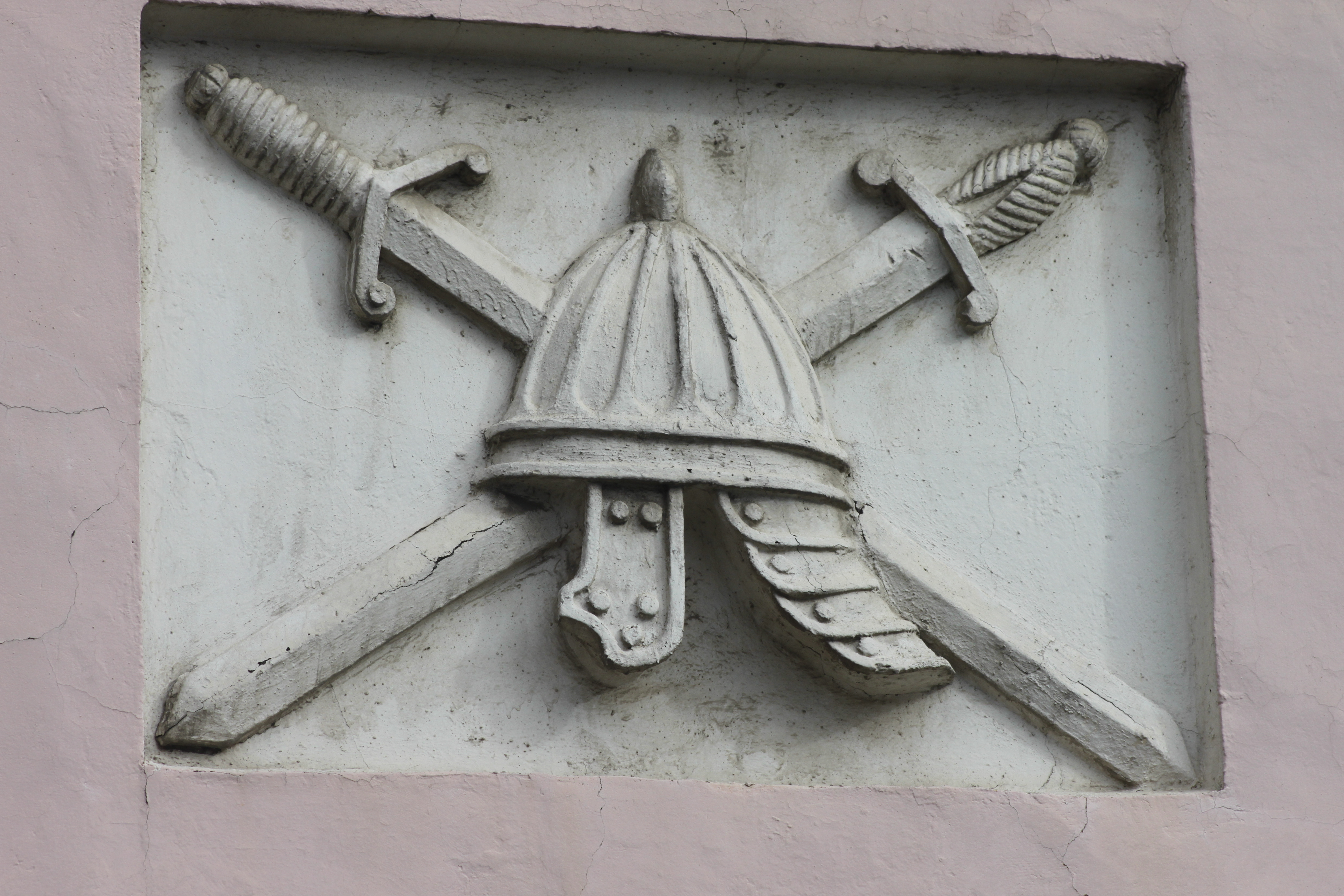
Барельефы на торце солдатского корпуса
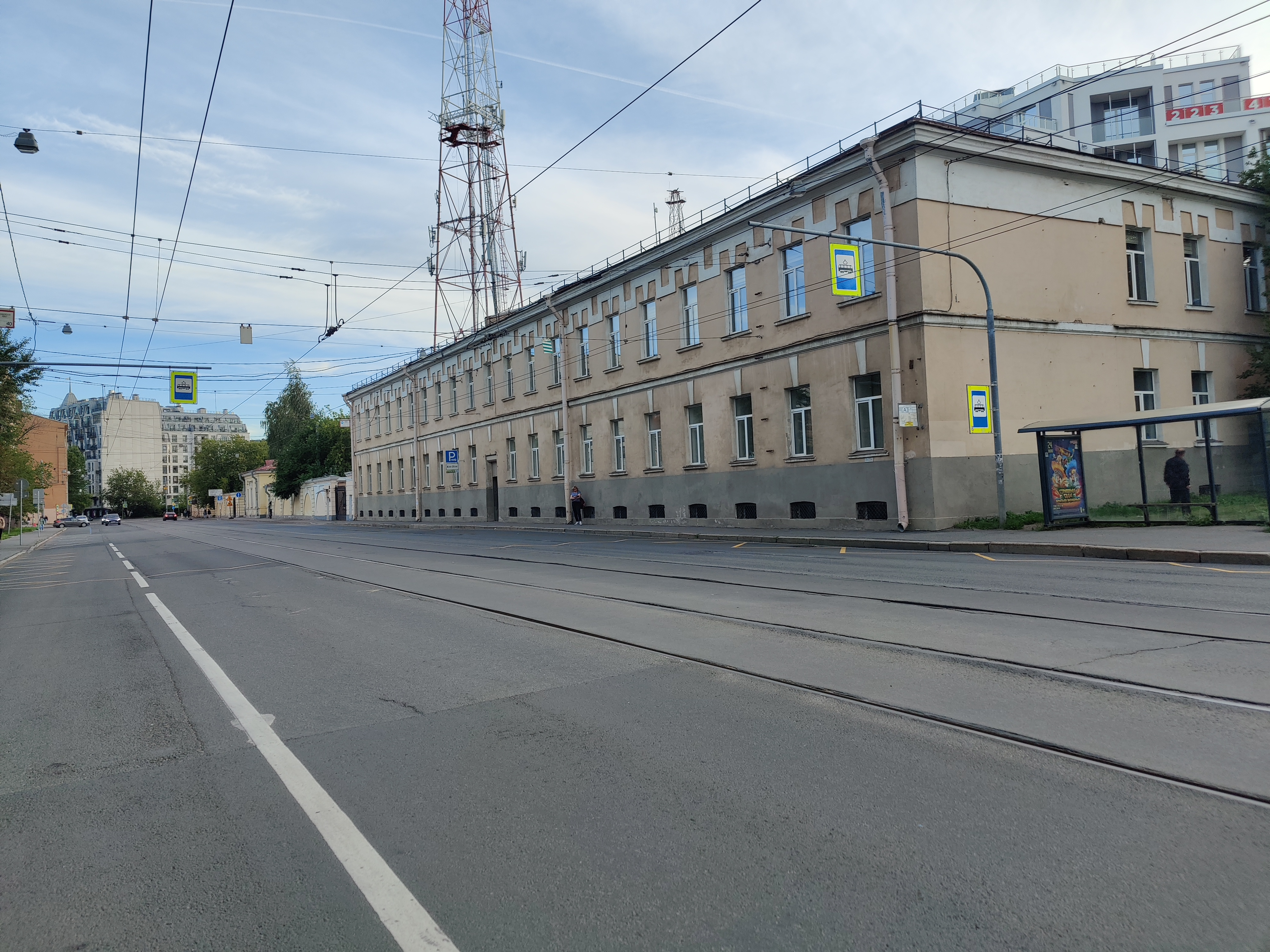
Здание мастерских
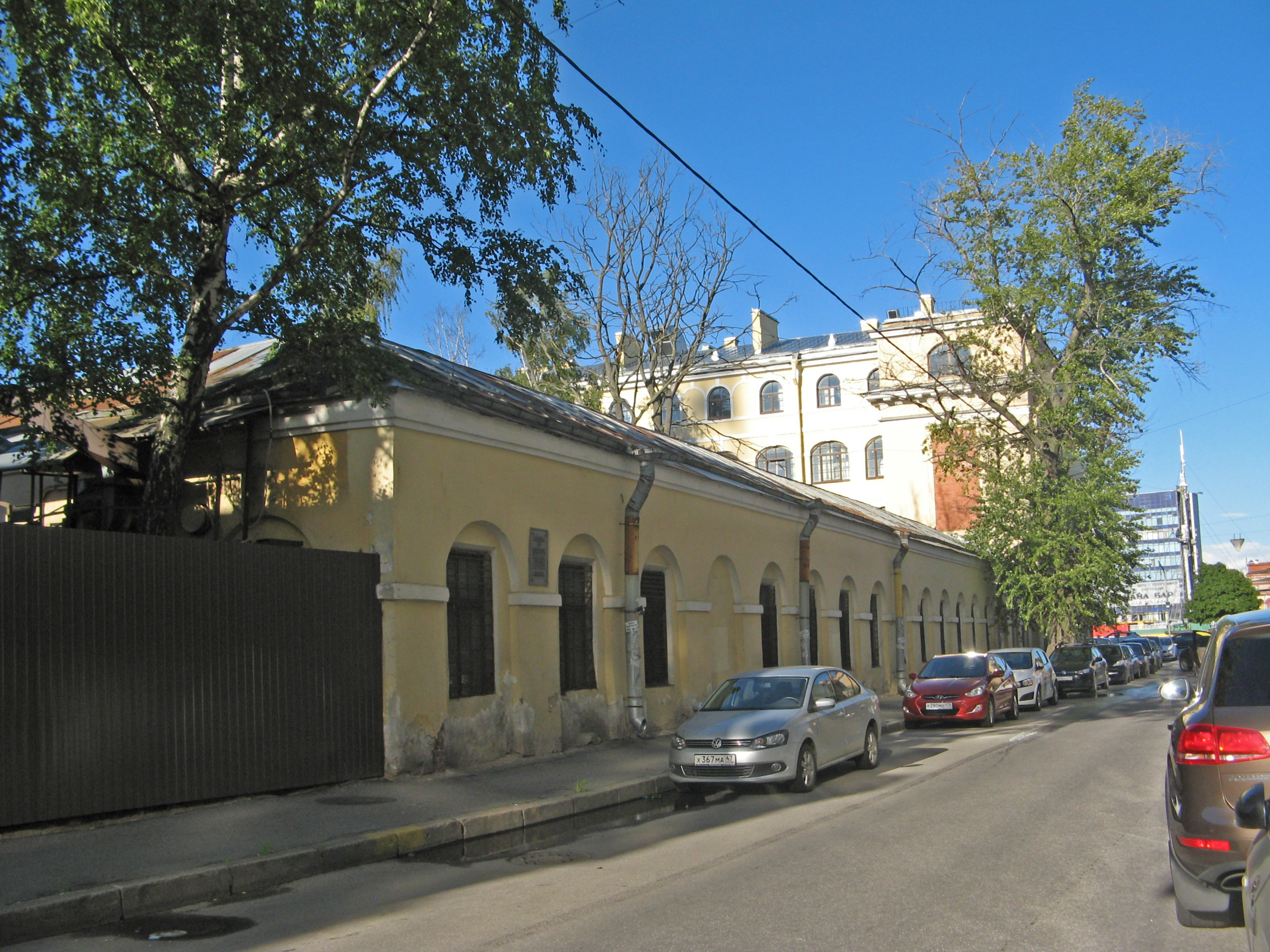
Бывшие конюшни
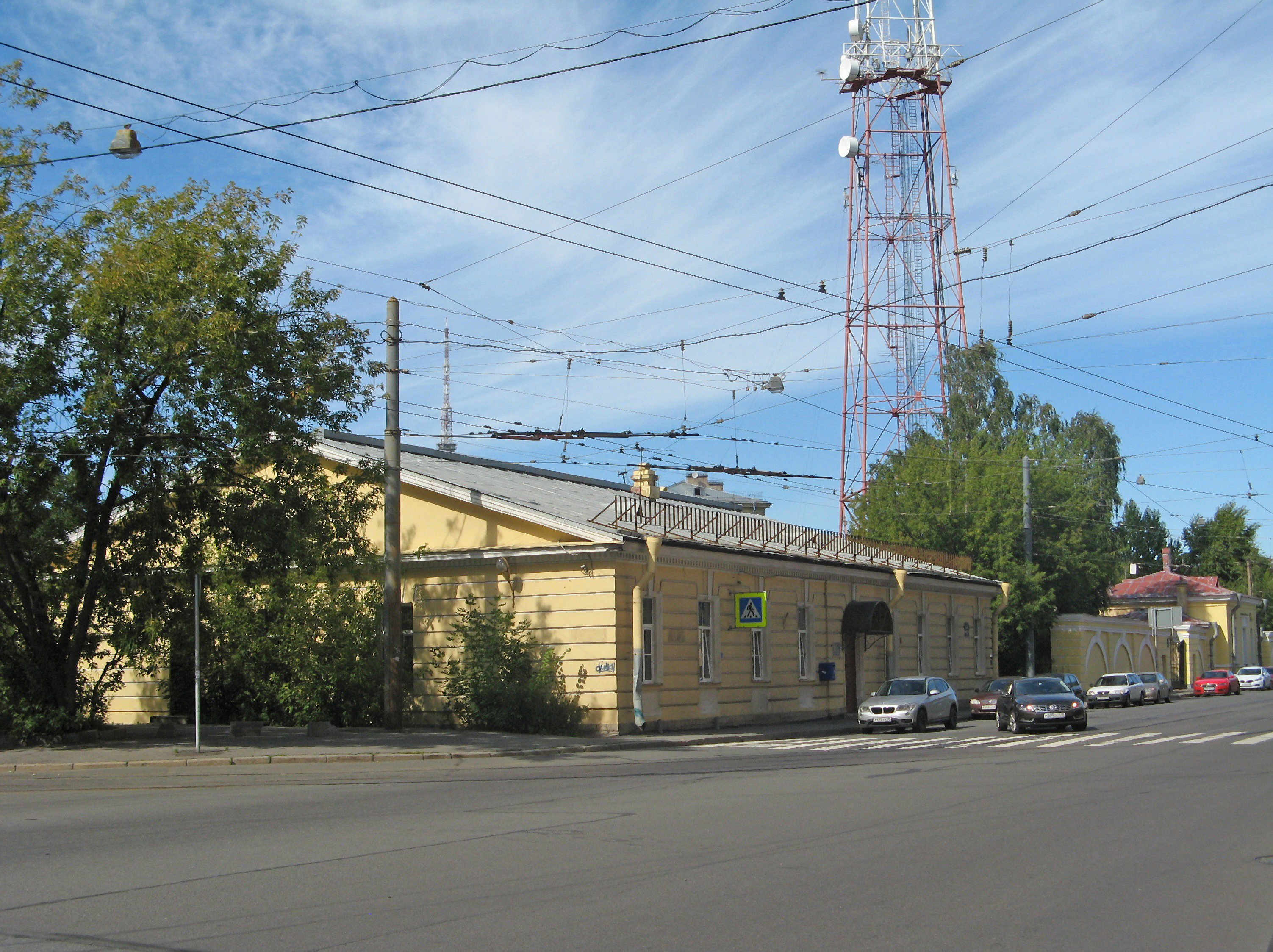
Здание полковой школы
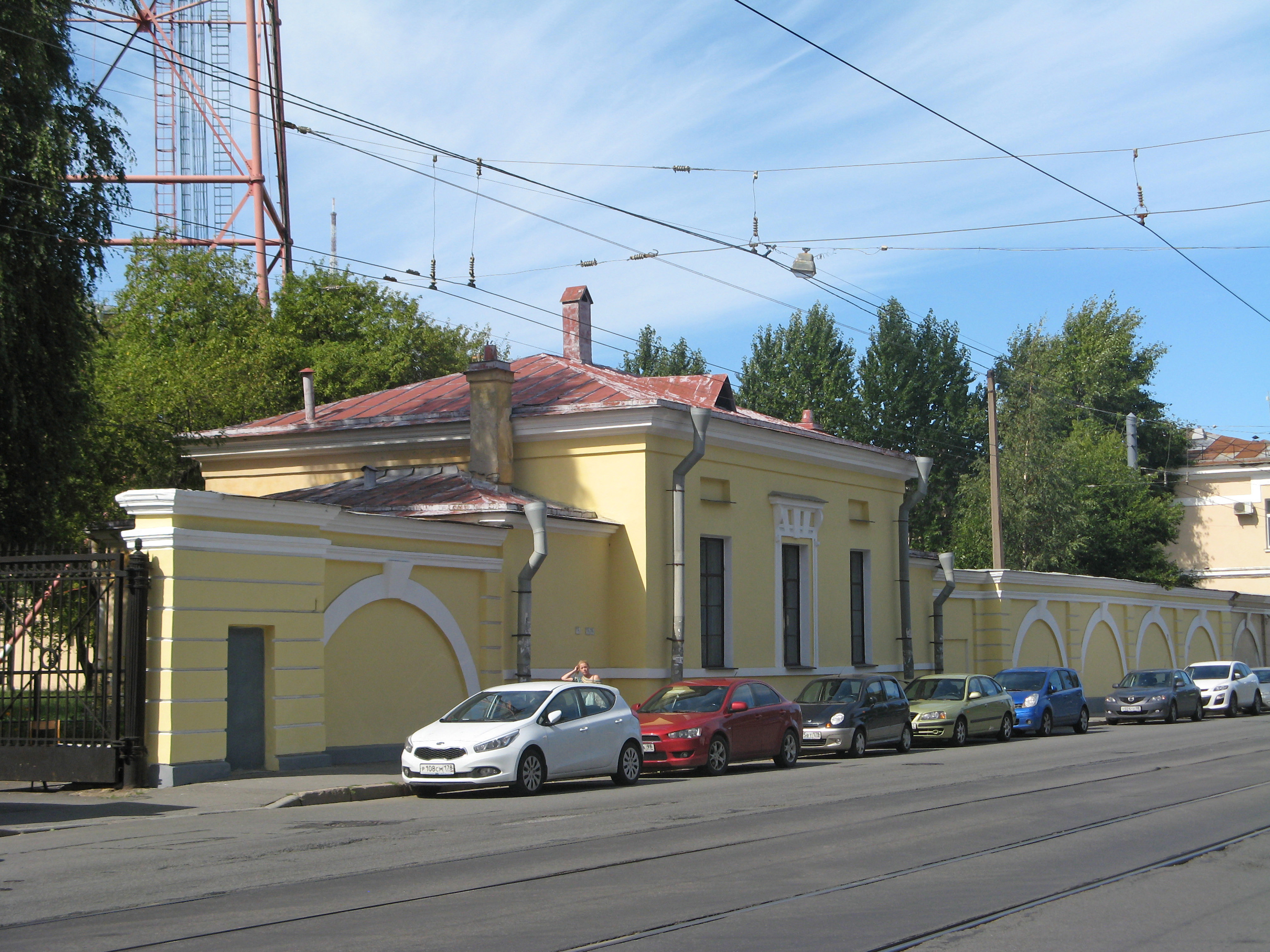
Кузница